# Бобан Марковић
Бобан Марковић (Владичин Хан, СФРЈ, 6. мај 1964) је српски музичар, трубач ромског порекла, често признат као најбољи трубач са Балкана. Заједно са оркестром који је основао и предводи, освојио је бројне светски признате награде и признања.
Његов оркестар броји двадесетак особа дувача који наступају под називом познатим као Balkan Brass. Осим на локалном нивоу, Бобан Марковић је заједно са својим оркестром, познат по томе што је добио позив да ради на филмовима које је режирао Емир Кустурица.
Године 2002, у бенд је ушао Марко Марковић, 14-годишњи Бобанов син. 2006. године, он је постао један од вођа оркестра, а тиме и мењају име у Оркестар Бобана и Марка Марковића.
У његовој музици се јасно може чути да потиче из ромске заједнице са југа Србије.

## Биографија
Бобан Марковић је рођен 1964. године, на Ђурђевдан, 6. маја, у Владичином Хану. Потиче из музикалне породице, његов деда и отац, Драгутин Марковић, су били трубачи, те је од своје шеснаесте године почео озбиљно да се бави музиком. Прву трубу је добио када је напунио пет година, али у то време му није била животна жеља да постане трубач. Тек касније, на наговор свог оца, кренуо је по концертима, свадбама, прославама и тиме себи зарађивао за живот. Свој оркестар је основао са свега 20 година и тада је почео да се такмичи на фестивалу у Гучи. Највеће признање за трубача на овим просторима јесте „Златна труба“ које се додељује на Драгачевском сабору. Бобан се први пут такмичио на том фестивалу 1984. године, а први пут је „Златну трубу“ освојио већ 1988. Од тада је освојио још пет пута исту награду, закључно са 2001. годином, када је последњи пут учествовао на том фестивалу.
Године 1995. Бобан је добио Награду за најбољег трубача, највеће признање које може музичар дувачких инструмената на Балкану добити. Номинован је за амбасадора такмичења у Гучи 2006. године, поставши једна од најважнијих личности на Балкану, у вези лимених дувачких инструмената. Бобан Марковић је стекао одличну репутацију, како у Србији, тако и у суседним државама и по читавом свету.
Више пута је добијао понуде од Емира Кустурице и Горана Бреговића како би снимао музику за филмове Подземље и Arizona Dream. Једна од његових најзначајнијих награда за њега јесте да га је познати британски музички часопис Songlines уврстио као јединог трубача на њиховој листи „50 најбољих инструменталиста на свету“.

## Марко Марковић
Син Бобана Марковића, Марко, се 2002. године прикључио бенду свог оца. Марко је једном приликом рекао да је вежбао свирање десет сати дневно пре него што је постао члан трупе. За две године у бенду, Марко је постао главни солиста и аранжер бенда. И Бобан и Марко су били у главним улогама у филму „Усти Опре“, документарном филму са многим познатим музичарима Ромима, као и у филму Гуча!, документарном филму о српском трубачком фестивалу.

## Награде и признања
Заједно са својим оркестром, освојио је разна признања, како у Србији, тако и у свету. Између осталог то су Прва труба, Златна труба, Најбољи оркестар, Најбољи концерт, Мајстор трубе, Водећи трубачки оркестар у Србији (више пута), "Маестро интернационал 2006". Поред тога, сматрају се водећим оркестром на Балкану више од последњих 17 година.

## Дискографија

### Бобан Марковић оркестар
- 1997: Hani Rumba
- 1998: Zlatna Truba
- 2000: Srce cigansko
- 2000: Millennium
- 2002: Bistra Reka
- 2002: Live in Belgrade
- 2003: Boban i Marko
- 2006: The Promise

### Бобан и Марко Марковић оркестар
- 2007: Go Marko Go! Brass Madness
- 2010: Golden Horns; The Best of Boban i Marko Marković
- 2012: Čovek i truba
- 2012: Devla
- 2013: Gypsy
- 2019: Mrak